# SN 2005hl
SN 2005hl – supernowa typu Ib odkryta 12 września 2005 roku w galaktyce A205519+0032. W momencie odkrycia miała maksymalną jasność 18,90m.